# Pike County (Georgia)
Das Pike County ist ein County im Bundesstaat Georgia der Vereinigten Staaten. Der Verwaltungssitz (County Seat) ist Zebulon.

## Geographie
Das County liegt im mittleren Nordwesten von Georgia, ist im Westen etwa 80 km von Alabama entfernt und  hat eine Fläche von 568 Quadratkilometern, wovon drei Quadratkilometer Wasserfläche sind, und grenzt im Uhrzeigersinn an folgende Countys: Spalding County, Lamar County, Upson County und Meriwether County.
Das County ist Teil der Metropolregion Atlanta.

## Geschichte
Pike County wurde am 9. Dezember 1822 als 57. County in Georgia aus Teilen des Monroe County gebildet. Benannt wurde es, ebenso wie die Stadt Zebulon, nach Zebulon Montgomery Pike, dem Anführer einer Expedition entlang des Mississippi River.

## Demografische Daten
Laut der Volkszählung von 2010 verteilten sich die damaligen 17.869 Einwohner auf 6.187 bewohnte Haushalte, was einen Schnitt von 2,84 Personen pro Haushalt ergibt. Insgesamt bestehen 6.820 Haushalte.
79,3 % der Haushalte waren Familienhaushalte (bestehend aus verheirateten Paaren mit oder ohne Nachkommen bzw. einem Elternteil mit Nachkomme) mit einer durchschnittlichen Größe von 3,20 Personen. In 41,6 % aller Haushalte lebten Kinder unter 18 Jahren sowie in 25,7 % aller Haushalte Personen mit mindestens 65 Jahren.
29,8 % der Bevölkerung waren jünger als 20 Jahre, 22,9 % waren 20 bis 39 Jahre alt, 29,5 % waren 40 bis 59 Jahre alt und 17,9 % waren mindestens 60 Jahre alt. Das mittlere Alter betrug 39 Jahre. 48,9 % der Bevölkerung waren männlich und 51,1 % weiblich.
87,3 % der Bevölkerung bezeichneten sich als Weiße, 10,3 % als Afroamerikaner, 0,3 % als Indianer und 0,3 % als Asian Americans. 0,4 % gaben die Angehörigkeit zu einer anderen Ethnie und 1,3 % zu mehreren Ethnien an. 1,1 % der Bevölkerung bestand aus Hispanics oder Latinos.
Das durchschnittliche Jahreseinkommen pro Haushalt lag bei 50.819 USD, dabei lebten 12,1 % der Bevölkerung unter der Armutsgrenze.

## Orte im Pike County
Orte im Pike County mit Einwohnerzahlen der Volkszählung von 2010:
Cities:
- Meansville – 182 Einwohner
- Molena – 368 Einwohner
- Zebulon (County Seat) – 1174 Einwohner

Towns:
- Concord – 375 Einwohner
- Williamson – 352 Einwohner

Census-designated place:
- Hilltop – 262 Einwohner